# تروپیسترون
تروپیسترون (به انگلیسی: Tropisetron)
رده درمانی: آنتاگونیست سروتونین
اشکال دارویی: کپسول و آمپول

## موارد مصرف
تروپیسترون برای درمان تهوع به خصوص بعد از شیمی درمانی به کار می‌رود و نیز در اسکیزوفرنی.

## مکانیسم اثر
تروپیسترون آنتاگونیست گیرنده سروتونین (5-HT3) است و اثرات ضدتهوع آن احتمالاً از مهار این گیرنده در محیط و مرکز ناشی می‌شود. البته این دارو مهارکننده رسپتور α7-nicotinic نیز است.

## عوارض جانبی
سردرد، یبوست و گیجی